# Mina antitanque

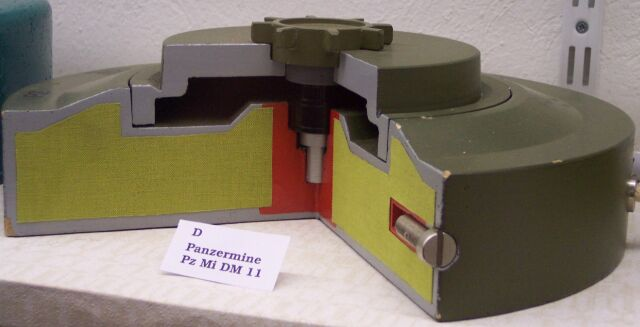
Mina antitanque Pz Mi DM 11 seccionada.

Una mina contracarro, mina antitanque o mina antivehículo  es una mina menos sensible y con una mayor carga explosiva que las habituales que tiene el fin de destruir vehículos blindados, como un carro de combate. Se utilizó por primera vez a gran escala en la Segunda Guerra Mundial.
Las minas antitanque requieren una presión de más de 150 kilogramos para su detonación, de modo que son activadas por los automóviles, tanques y motocicletas, pero son inofensivas para humanos y animales.
Este tipo de mina está permitido por la Convención sobre la prohibición de minas antipersonales.
Normalmente, la instalación de minas se hace distribuyendo minas antitanque y minas antipersona en el mismo campo, de manera que sean más difíciles de localizar y eliminar.